# 竹澤健介
竹澤 健介（たけざわ けんすけ、1986年10月11日 - ）は、日本の元・陸上競技選手。専門は長距離種目。兵庫県姫路市出身。報徳学園高等学校、早稲田大学スポーツ科学部卒業後、エスビー食品を経て住友電工所属。北京オリンピックおよび世界陸上競技選手権大阪大会日本代表。大阪経済大学陸上競技部ヘッドコーチを経て、2022年4月より摂南大学同ヘッドコーチ。

## 略歴

### 高校時代まで
小学生の頃テレビを通して早稲田大学・渡辺康幸の活躍を目の当たりにし、渡辺と、渡辺が着ていた早稲田大学の臙脂色のユニフォームに憧れ箱根駅伝を走りたくなったという。中学では陸上部に入部し、全日本中学選手権1500m5位、3000m4位など全国で活躍する成績を残した。
報徳学園高校時代には、後に中央学院大学に進学する木原真佐人とは高校の同級生でありチームメイトであった。2004年、高校3年時に出場した島根インターハイ5000mではメクボ・ジョブ・モグス、佐藤悠基、サムエル・ワンジル、佐藤秀和、サムエル・ガンガら全国の強豪と走り、8位の成績を残した。第55回全国高等学校駅伝競走大会ではジョン・カリウキ、モグス、佐藤秀和、宇賀地強、佐藤悠基ら各校のエースが集う1区を走り、この大会において報徳学園高校は全国4位の成績を残した。

### 大学時代
2005年早稲田大学進学後は5月21日ゴールデンゲームズinのべおか5000mで男子ジュニア日本歴代9位となる13分45秒95をマークすると、関東インカレでは10000m10位・5000m6位、全日本大学駅伝予選会では各大学の強豪が集う最終4組で2位、日本インカレでも5000m4位・10000m5位と、1年生ながら早稲田大学のエースとして活躍をし始めた。第82回箱根駅伝予選会では個人3位に入り、早稲田大学予選突破の原動力となった。翌2006年1月2日、第82回箱根駅伝では2区（23.2 km）を任されるが1時間09分55秒の区間11位となり、「雰囲気に飲まれてしまった」という箱根デビュー戦となった。
2006年4月1日、福岡で開催された第34回世界クロスカントリー選手権に伊達秀晃・今井正人・佐藤智之らと共に日本代表として出場した。6月11日第75回日本インカレ5000mでは13分30秒96の大会記録を更新する走りで、モグス・佐藤悠基に次ぐ3位入賞を果たした。8月30日、イタリア・ロベレート国際大会5000mでは13分22秒36で走り、4位に入った。これは当時の日本歴代3位、学生歴代2位の記録となった。
年が明けて2007年1月2日、第83回箱根駅伝でも前年に続いて2区を走り、6人を抜き3位まで順位を上げるとモグスらを抑え区間賞を獲得した。1月21日、第12回全国都道府県対抗男子駅伝競走大会（ひろしま男子駅伝）では大学生・社会人混合区間である3区にエントリー。2番手でタスキを受けると序盤から飛ばして先頭に立ち、大森輝和・上野裕一郎につぐ区間3位でまとめ、兵庫県代表として優勝を飾った。4月29日には、アメリカ・スタンフォード大学で行われたカージナル招待において27分45秒59を記録し、世界選手権の参加標準記録Aを突破した。またこれは渡辺康幸の持っていた10000m日本人学生記録を12年ぶりに塗り替えるものであり、日本歴代9位（当時）となる記録であった。6月10日、第76回日本インカレ5000mでは松岡佑起・高橋優太・上野裕一郎らをかわし優勝を飾った。続く6月30日、第91回日本選手権10000mでは28分56秒27で走り松宮隆行に次いで2位となり、世界陸上選手権大阪大会代表を確定的なものにした。

### 世界陸上大阪大会・北京オリンピック代表選出
同年7月28日、ベルギーで行われたナイトオブアスレチックスの男子5000mにおいて11位となり、13分19秒00を記録した。これは高岡寿成の持っていた5000m日本学生記録を15年ぶりに更新するものであり、日本歴代4位となる記録であった。4月の10000mとこの7月の5000mの記録は北京オリンピックの参加標準記録Aを突破するものであった。8月27日に出場した、世界陸上選手権10000m決勝ではケネニサ・ベケレが27分05秒90で圧倒的な強さを見せ大会3連覇を飾り、竹澤は日本勢最高位の28分51秒69の12位となった。11月4日、第39回全日本大学駅伝では2区（13.2 km）を走り、ラストスパートで松岡佑起・宇賀地強を振り切り区間賞を獲得。また37分42秒の区間新記録を樹立した。11月22日、この年から男女混合レースとなった第19回国際千葉駅伝では5区を走り、エチオピア勢らを抑え区間賞を獲得。日本チームの優勝に貢献した。
2008年、第84回箱根駅伝前には抱えていた故障が悪化し3区（21.5 km）にエントリー、痛み止めを注射した状態で7人抜きの力走を見せ区間賞を獲得。早稲田大学12年ぶりとなる往路優勝に貢献した。2008年度には早稲田大学競走部主将を務めた。その後目標を北京オリンピック出場に定めた。故障が続き練習が積めない状態が続いたが、第92回日本選手権5000mに出場。残り1周からラストスパートで前を交わし、残り100mでは13秒台のスピードで先頭を追いかけ、松宮隆行に次ぐ2位に入った。この時の感想を「（五輪は）大学に入るまでは遠い目標だった。まだ決まっていないけど、今はちょっと夢見心地」と語った。この後北京オリンピック男子陸上日本代表に選出された。またこれは1964年東京オリンピックに参加した猿渡武嗣（中央大学）以来44年ぶりの、現役の箱根駅伝ランナーの五輪代表選出となるものであった。
同年8月17日、北京オリンピック10000m決勝ではケネニサ・ベケレ、ハイレ・ゲブレセラシエらと走るも、中盤でのペースアップにはついていけず、28分23秒28の28位に留まった。8月20日、5000m予選3組ではベケレらと走ったが、13分49秒42の同組7位に終わり予選突破はならなかった。
2009年1月2日、最後の箱根路となる第85回箱根駅伝では前年に続き3区にエントリー。6番手でタスキを受けると1キロ2分45秒のペースで入ると藤沢までの間に2位に浮上し、先頭を行く山梨学院大学を猛追。戸塚中継所では3分26秒あった差を16秒に縮める走り、2006年佐藤悠基が樹立した区間記録を32秒更新する1時間01分40秒の区間新記録で区間賞を獲得した。この後早稲田大学は2位となった。

### 社会人時代
4月1日エスビー食品株式会社に入社、社内留学制度を活用して早稲田大学大学院に進学した。6月には世界陸上選手権代表選考を兼ねた第93回日本選手権5000mに出場し、高い気温のもと果敢に序盤より先行したが、同社の1年先輩・上野裕一郎にかわされ2位となった。11月10日のアジア選手権5000mに出場し4位となると、11月23日には2年ぶりの出場となる第21回国際千葉駅伝において3区を担当、2区小林祐梨子からタスキを受けると序盤から後続を突き放して、第19回大会と同様に赤羽有紀子へとつないだ。大学の後輩で日本学生選抜・矢澤曜らを抑え3区区間賞を獲得、日本代表として優勝を飾った。12月12日、中国・香港で開催された第5回東アジア競技大会10000mに出場し、ラストスパートで勝負を決め30分18秒91のタイムで優勝を飾った。2010年1月24日、第15回全国都道府県対抗男子駅伝では7区（13.0 km）アンカーを務めた。1位通過・埼玉から46秒差、3位福島の佐藤敦之とほぼ同時の4位でタスキを受けると共に先頭を追い上げた。11キロ過ぎに埼玉をかわすと、残り300メートル付近からラストスパートで佐藤を振り切り、自身2度目・兵庫県チーム3年ぶり3度目の優勝となるゴールテープを切った。
2010年6月4日第94回日本選手権10000mに出場。レース中盤で後方から徐々に順位を上げ、最後の直線で北村聡をかわして大会初優勝を飾った。
2012年1月22日の第17回全国都道府県対抗男子駅伝で2年ぶりに7区アンカーを務め、自身区間賞を獲得する快走で自身3度目となる兵庫県チーム2年ぶり4度目の優勝に貢献。しかし、北京五輪に続く同2012年のロンドンオリンピック代表選出はならなかった。
2012年9月1日、エスビー食品陸上部が翌2013年3月末での廃部が決定。エスビー食品の所属選手・スタッフは陸上部を新設したDeNAに移籍したが、これを辞退した。2013年3月に早稲田大学大学院スポーツ科学研究科修士課程を修了。エスビー食品退職後は実業団に所属せず姫路市陸協登録で大会に出場していた。2013年7月に住友電工へ入社し、2015年4月からは、住友電工陸上競技部監督に就任した大学時代の恩師である渡辺康幸から再び指導を受ける。住友電工では、チームを2014年元日のニューイヤー駅伝初出場に導くなどの活躍を見せた。本人の申し出により、2016年度のシーズンをもって現役を引退する。

### 指導者として
2019年4月大阪経済大学陸上競技部長距離ブロックヘッドコーチに就任。報徳学園高校時代の恩師である故鶴谷邦弘（前大経大陸上競技部監督）の後を継ぐ形で長距離選手の指導に当たり、 2021年に3年ぶりとなる出雲駅伝、全日本大学駅伝出場に導いた。2022年4月摂南大学陸上競技部ヘッドコーチ（同大専任講師）に就任。

## 主な戦績
| 年   | 大会                                   | 種目    | 順位       | 記録          | 備考                        |
| ---- | -------------------------------------- | ------- | ---------- | ------------- | --------------------------- |
| 2004 | 第57回全国高等学校総合体育大会         | 5000m   | 8位        | 14分25秒20    | 日本人3位                   |
| 2005 | 第84回関東学生陸上競技対校選手権大会   | 10000m  | 10位       | 28分59秒81    |                             |
| 2005 | 第84回関東学生陸上競技対校選手権大会   | 5000m   | 5位        | 13分55秒20    |                             |
| 2005 | 第74回日本学生陸上競技対校選手権大会   | 10000m  | 5位        | 29分13秒59    |                             |
| 2005 | 第74回日本学生陸上競技対校選手権大会   | 5000m   | 4位        | 13分55秒16    |                             |
| 2005 | 第82回箱根駅伝予選会                   | 20.0 km | 3位        | 1時間00分03秒 | 日本人1位                   |
| 2005 | 第18回上尾ハーフマラソン               |         | 優勝       | 1時間02分27秒 |                             |
| 2006 | 第60回香川丸亀ハーフマラソン           |         | 3位        | 1時間02分26秒 |                             |
| 2006 | 第34回世界クロスカントリー選手権大会   | 12 km   | 49位       | 37分43秒      | 男子シニア,男子団体日本 8位 |
| 2006 | 国際グランプリ陸上大阪大会             | 5000m   | 8位        | 14分02秒38    |                             |
| 2006 | 第85回関東学生陸上競技対校選手権大会   | 10000m  | 4位        | 28分19秒22    |                             |
| 2006 | 第85回関東学生陸上競技対校選手権大会   | 5000m   | 5位        | 13分45秒46    |                             |
| 2006 | 第75回日本学生陸上競技対校選手権大会   | 5000m   | 3位        | 13分30秒96    |                             |
| 2006 | マイ・ガラン                           | 3000m   | 優勝       | 7分54秒74     |                             |
| 2006 | ロベレート国際大会                     | 5000m   | 4位        | 13分22秒36    |                             |
| 2006 | 第83回箱根駅伝予選会                   | 20.0 km | 11位       | 1時間00分24秒 |                             |
| 2007 | カーディナル招待                       | 10000m  | 9位        | 27分45秒59    | 世界陸上選手権参加標準記録A |
| 2007 | 第86回関東学生陸上競技対校選手権大会   | 5000m   | 3位        | 14分01秒59    |                             |
| 2007 | 第86回関東学生陸上競技対校選手権大会   | 10000m  | 5位        | 28分32秒13    |                             |
| 2007 | 第76回日本学生陸上競技対校選手権大会   | 5000m   | 優勝       | 13分36秒02    |                             |
| 2007 | 第91回日本陸上競技選手権大会           | 10000m  | 2位        | 28分56秒27    |                             |
| 2007 | ナイトオブアスレチックス               | 5000m   | 11位       | 13分19秒00    |                             |
| 2007 | ロンドンスーパーGP                     | 2マイル | 4位        | 8分24秒69     | 2マイル日本最高記録         |
| 2007 | 第11回世界陸上競技選手権大会           | 10000m  | 12位       | 28分51秒69    |                             |
| 2008 | 第92回日本陸上競技選手権大会           | 5000m   | 2位        | 13分49秒73    |                             |
| 2008 | 北京オリンピック                       | 10000m  | 28位       | 28分23秒28    |                             |
| 2008 | 北京オリンピック                       | 5000m   | 予選3組7位 | 13分49秒42    |                             |
| 2009 | 第93回日本陸上競技選手権大会           | 5000m   | 2位        | 13分43秒77    |                             |
| 2009 | 第18回アジア陸上競技選手権大会         | 5000m   | 4位        | 14分08秒38    |                             |
| 2009 | 第5回東アジア競技大会                  | 10000m  | 優勝       | 30分18秒91    |                             |
| 2010 | 第19回金栗記念選抜陸上中長距離熊本大会 | 5000m   | 4位        | 13分33秒61    |                             |
| 2010 | 第94回日本陸上競技選手権大会           | 10000m  | 優勝       | 28分43秒08    |                             |
| 2010 | 第94回日本陸上競技選手権大会           | 5000m   | 3位        | 13分41秒73    |                             |
| 2010 | 第16回アジア競技大会                   | 5000m   | 6位        | 13分54秒11    |                             |

### 大学三大駅伝戦績
| 学年               | 出雲駅伝                    | 全日本大学駅伝                        | 箱根駅伝                                   |
| ------------------ | --------------------------- | ------------------------------------- | ------------------------------------------ |
| 1年生 （2005年度） | 第17回 早稲田大学 不参加    | 第37回 早稲田大学 不参加              | 第82回 2区-区間11位 1時間09分55秒          |
| 2年生 （2006年度） | 第18回 早稲田大学 不参加    | 第38回 早稲田大学 不参加              | 第83回 2区-区間賞 1時間07分46秒            |
| 3年生 （2007年度） | 第19回 3区-区間3位 24分57秒 | 第39回 2区-区間賞 37分42秒 区間新記録 | 第84回 3区-区間賞 1時間03分32秒            |
| 4年生 （2008年度） | 第20回 3区-区間6位 25分37秒 | 第40回 2区-区間3位 37分45秒           | 第85回 3区-区間賞 1時間01分40秒 区間新記録 |

### その他の駅伝成績
| 年   | 大会                           | 区間 | 距離     | 順位     | 記録     | 備考                 |
| ---- | ------------------------------ | ---- | -------- | -------- | -------- | -------------------- |
| 2002 | 第7回全国都道府県対抗男子駅伝  | 2区  | 3.0 km   | 区間25位 | 8分57秒  |                      |
| 2004 | 第9回全国都道府県対抗男子駅伝  | 4区  | 5.0 km   | 区間7位  | 14分42秒 |                      |
| 2004 | 第55回全国高等学校駅伝競走大会 | 1区  | 10.0 km  | 区間11位 | 29分52秒 |                      |
| 2005 | 第10回全国都道府県対抗男子駅伝 | 1区  | 7.0 km   | 区間4位  | 20分11秒 | 兵庫県代表           |
| 2006 | 第11回全国都道府県対抗男子駅伝 | 3区  | 8.5 km   | 区間2位  | 24分41秒 |                      |
| 2006 | 第18回国際千葉駅伝             | 6区  | 7.195 km | 区間2位  | 20分48秒 |                      |
| 2007 | 第12回全国都道府県対抗男子駅伝 | 3区  | 8.5 km   | 区間3位  | 23分50秒 | 兵庫県代表として優勝 |
| 2007 | 第19回国際千葉駅伝             | 5区  | 10.0 km  | 区間賞   | 28分49秒 | 日本代表として優勝   |
| 2009 | 第21回国際千葉駅伝             | 3区  | 10.0 km  | 区間賞   | 29分07秒 | 日本代表として優勝   |
| 2010 | 第15回全国都道府県対抗男子駅伝 | 7区  | 13.0 km  | 区間2位  | 37分33秒 | 兵庫県代表として優勝 |
| 2011 | 第21回国際千葉駅伝             | 3区  | 10.0 km  | 区間3位  | 28分53秒 |                      |
| 2012 | 第17回全国都道府県対抗男子駅伝 | 7区  | 13.0 km  | 区間賞   | 37分32秒 | 兵庫県代表として優勝 |

### 日本代表歴
- 2006年 第34回世界クロスカントリー選手権大会
- 2006年 第18回国際千葉駅伝
- 2007年 第11回世界陸上競技選手権大会 10000m
- 2007年 第19回国際千葉駅伝
- 2008年 北京オリンピック 5000m・10000m
- 2009年 第18回アジア陸上競技選手権大会 5000m
- 2009年 第21回国際千葉駅伝
- 2009年 第5回東アジア競技大会 10000m
- 2010年 第13回アジア競技大会　5000m

## 記録
|                    | 3000m                  | 5000m                                      | 10000m                     | ハーフマラソン                     |
| ------------------ | ---------------------- | ------------------------------------------ | -------------------------- | ---------------------------------- |
| 2002年 （高校1年） |                        | 14分51秒5                                  |                            |                                    |
| 2003年 （高校2年） |                        | 14分28秒50                                 | ※29分22秒84 高校2年歴代5位 |                                    |
| 2004年 （高校3年） |                        | 14分23秒63                                 |                            |                                    |
| 2005年 （大学1年） |                        | 13分45秒95 ※ジュニア日本歴代9位            | 28分37秒75                 | 1時間02分27秒 ※ジュニア日本歴代2位 |
| 2006年 （大学2年） | 7分54秒74              | 13分22秒36 ※日本歴代3位 ※日本人学生歴代2位 | 28分19秒22                 | 1時間02分26秒                      |
| 2007年 （大学3年） |                        | 13分19秒00 ※日本歴代4位 ※日本人学生記録    | 27分45秒59 ※日本歴代9位    |                                    |
| 2008年 （大学4年） |                        | 13分49秒42                                 | 28分23秒28                 |                                    |
| 2009年             | 7分49秒26 ※日本歴代2位 | 13分26秒90                                 |                            |                                    |
| 2010年             |                        | 13分33秒61                                 | 27分55秒02                 |                                    |
| 2011年             |                        | 13分32秒98                                 | 28分40秒05                 |                                    |
| 2012年             |                        | 13分28秒70                                 |                            |                                    |

太字は自己ベスト、表中の順位は全て当時のもの